# Corynopuntia schottii
Corynopuntia schottii (choya abrojo de Texas) es una especie perteneciente a la familia Cactaceae que se distribuye en Coahuila, Nuevo León y Tamapulipas en México y en Texas en Estados Unidos. La palabra schottii es un epíteto en honor a Arthur Schott, naturalista alemán, explorador y coleccionista de plantas quien formó parte del Mexican Boundary Survey.

## Descripción
De crecimiento subarbustivo, alcanza hasta 15 cm de altura en agrupaciones de hasta 3 m de diámetro. Tallos ramificados y cilíndricos de 7 cm de largo y 2 cm de ancho. Sus tubérculos son suaves. Sus areolas distan de 1 a 15 cm entre sí. Tiene cerca de 12 espinas, muy delgadas, de color pardo de 6 cm de longitud. Los gloquidios son blancos cuando son jóvenes y pardos de maduros, de 4 mm de longitud. La flor es amarilla, de 4 cm de longitud. El fruto que produce también es amarillo, oblongo, de 4 cm de largo, tiene areolas y espinas cortas. La semilla es amarilla, aplanada.
Se cultiva y recolecta para su uso como planta ornamental.

## Distribución y hábitat
Endémica de Coahuila, Nuevo León y Tamaulipas en México y Texas en Estados Unidos, en elevaciones de 700 a 1200 m s. n. m.
Esta planta habita planicies de grava y arena en matorrales xerófilos.

## Estado de conservación
No se conocen mayores amenazas para la conservación de esta especie, es una planta común y su área de distribución es amplia. Algunas de sus poblaciones se encuentran dentro del parque nacional Big Bend en Texas.